# Блайбург
Блайбург (на немски: Bleiburg; на словенски: Pilberk) е градче в Южна Австрия, част от провинция Каринтия, на 4 km от границата със Словения.

## География
Граничното градче е разположено югоизточно от провинциалната столица Клагенфурт (на словенски Целовец), в долината на Фейстрицката (Бистришката) река, десен приток на Драва, северно от масива Пеца (на немски Пецен) от планинската верига Караванки. В града има рейонен съд и военно поделение. Името Блайбург буквално означава Оловен замък и се свързва с развитото миньорство в планините Пецен.

## История
Районът е част от имението Луипикдорф в Херцогство Каринтия, което около 1000 година Албуин епископ на Бриксен дава на брат си граф Арибо. Най-старият оцелял документ, споменаващ града като castrum et forum Pliburch датира от 1228 година. Графските имения на замъка Блайбург са завладени от хабсбургските херцози Албрехт III и Леополд III Хабсбург в 1369 година и на следната година Блайбург получава градски привилегии. На 16 март 1393 година херцог Албрехт предоставя на гражданите правото да провеждат годишен панаир (Wiesenmarkt, Ливаден пазар), който се провежда всяка година на 1 септември със сигурност от 1428 година. В 1601 г. замъкът е отстъпен на графското семейство Турн-Валасина, които го обновяват в сегашния му ренесансов стил и все още го притежават заедно с близкото имение Хагенег в Айзенкапел-Велах (Железна Капла-Бела).
Между 1918 и 1920 година Блайбург е окупиран от югославски войски. Въпреки словенското мнозинството в областта, градът остава в Австрия, след разпадането на Австро-Унгария. На Каринтийския плебисцит жителите на Южна Каринтия отхвърлят предложението да се присъединят към Сърбо-хърватско-словенското кралство (Югославия) и предпочитат Австрия. В избирателния район на Блайбург мнозинството от населението гласува за Югославия: 5535 гласа срещу 5312 гласа за Австрия.